# IMI Galatz
Das IMI Galatz (oder Galil „Sniper“) ist ein Scharfschützengewehr, das Mitte der 1980er-Jahre von IMI für die Tzahal entwickelt wurde. Inzwischen wird das Gewehr auch IWI Galatz genannt nach dem Israel Weapon Industries das Produkt übernommen hat. Es ist eine modifizierte Version des Galil AR im Kaliber 7,62 × 51 mm NATO. Im Gegensatz zum Sturmgewehr kann das Galatz nur Einzelfeuer schießen, hat einen schwereren Lauf, die Standard-Schulterstütze wurde durch eine voll einstellbare ersetzt und das Zweibein wurde vor dem Magazinschacht angebracht. Das Zielfernrohr ist bei den älteren Modellen seitlich am Gewehr angebracht, so dass auch das Diopter-Visier verwendet werden kann.

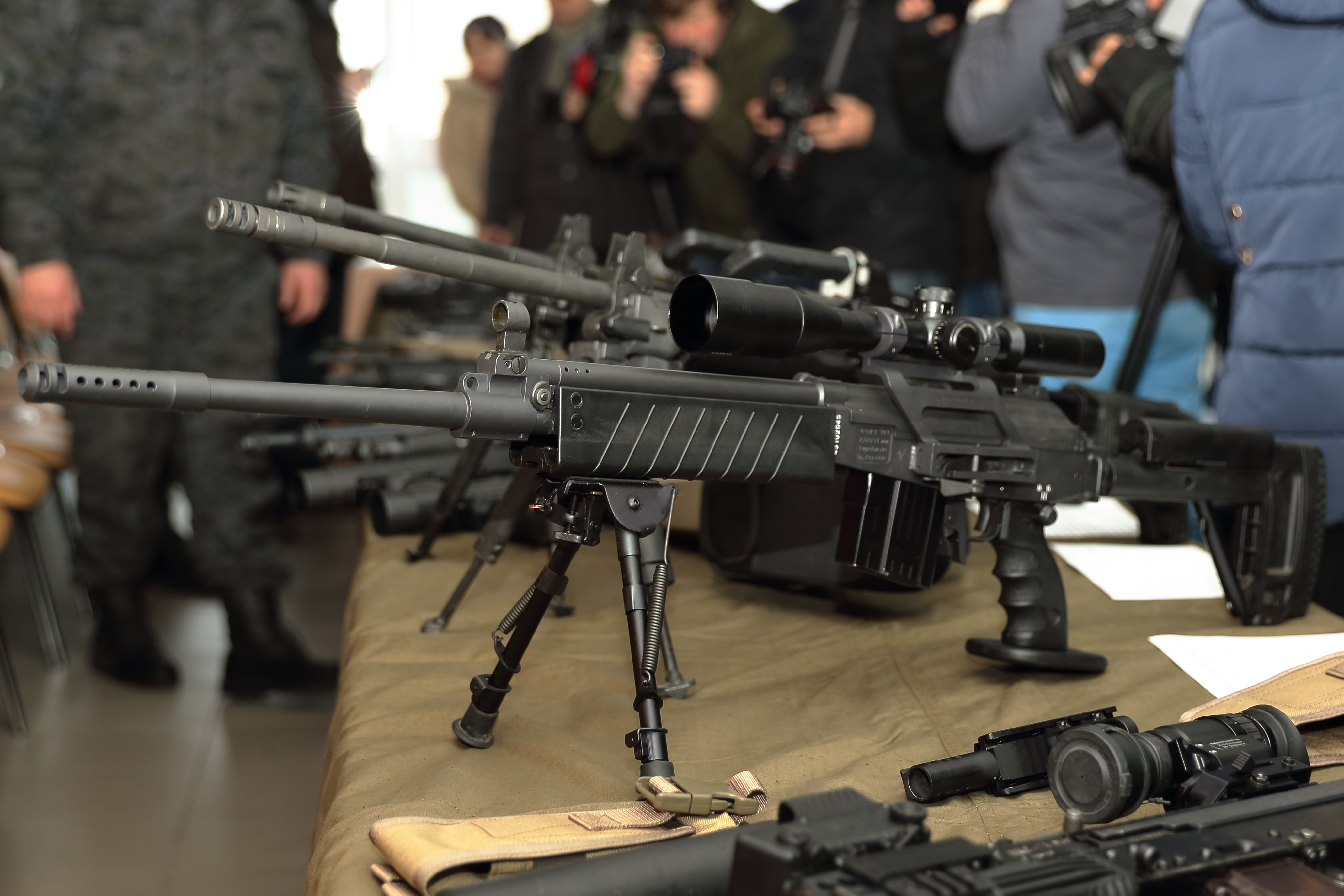
Älteres Modell

Es kann auch mit einem Schalldämpfer und mit zwei Picatinny-Schienen ausgerüstet werden. Dadurch kann die Position des Zweibeins frei gewählt und das Gewehr mit einer Vielzahl von Optiken ausgerüstet werden. Die obere Picatinnyschiene reicht dabei bis über den Staubdeckel zurück und ein montiertes Zielfernrohr blockiert die Visierlinie des Diopters. Anders als das Standardgewehr AR weist das „Sniper“ eine Wangenauflage und eine verstell- und abklappbare Schulterstütze sowie einen Erdsporn auf.
Ähnliche Modelle
- IMI SR-99
- HK G3A3 ZF
- SWD